# Dibór-tetrafluorid
A dibór-tetrafluorid színtelen, gáz halmazállapotú szervetlen vegyület. Bór-monofluorid és bór-trifluorid reakciójával lehet előállítani alacsony hőmérsékleten, vigyázva, hogy ne keletkezzenek nagyobb polimerek.

## Fordítás
Ez a szócikk részben vagy egészben  a   Diboron tetrafluoride című angol Wikipédia-szócikk ezen változatának fordításán alapul.  Az eredeti cikk szerkesztőit annak laptörténete sorolja fel. Ez a jelzés csupán a megfogalmazás eredetét és a szerzői jogokat jelzi, nem szolgál a cikkben szereplő információk forrásmegjelöléseként.